# Демогоргон
Демогорго́н (англ. Demogorgon) чи Демогано́н (лат. Daemoganon) — табуйоване ім'я демона підземного світу з античних текстів. Приписується до грецької міфології, хоча воно, імовірно, виникло в IV столітті внаслідок неправильного прочитання переписувачем коментаря до латинської поеми I ст. Ім'я в такому разі є спотвореним словом деміурго́н (грец. δημιουργόν, творець).

## Етимологія
Найпоширеніша наукова точка зору виводить ім'я Демогоргон, яке вперше згадується в коментарі Лактанція Плацидуса (близько 350–400 рр. н. е.) з латинської поеми I ст. н. е. «Тебаїда» (Фіваїда) Публія Папінія Стація. Воно виникло наслідок неправильного прочитання переписувачем коментаря IV століття грецького слова грец. δημιουργόν (dēmiourgón, у формі знахідного відмінку від грец. δημιουργός, «деміург»).
Коментар Лактанція Плацидуса, що спирається на посилання до більш ранніх відомих йому рукописів став найпоширенішим середньовічним коментарем до цієї поеми Стація і передається у більшості ранніх видань до 1600 р. Коментар помилково приписувався іншому Лактанцію, християнському авторові Луцію Целію Фірміану Лактанцію, хоча коментатор, схоже, був прихильником мітраїзму.

В коментарях до «Тебаїди» (Фіваїди) Демогоргон з'являється як «верховна істота троїстого світу» (лат. triplicis mundi summum). В одному рукописі автор говорить про Стація:
|  | «Dicit deum Demogorgona summum, cuius scire nomen non licet» (Він каже, що бог Демогоргон, владика, імені якого не дозволено знати). |

Демогоргон ніде не згадувався до Лактанція жодним письменником, язичником чи християнином. Однак, існує кілька різних рукописних традицій, у тому числі така, що дозволяє більшості критичних редакторів вказувати на «демоіргон», як на певну форму помилки грецького «деміургон».
В X столітті Демогоргон згадується у серії коротких приміток до «Фарсалії» Марка Аннея Лукана відомих як «Довідник з Лукана» (лат. Adnotationes super Lucanum), що входив до «Бернських коментарів» Лукана (італ. Commenta Bernensia).
В XIV ст Боккаччо в своїй визначній ''«Genealogia Deorum Gentilium»'' посилається на загублені зараз роботи Теодонтія (лат. Theodontius) та визнаний візантійський твір цього майстра «Афінський Пронапід», як на авторитетне джерело того, що Демогоргон є попередником усіх богів.
Історик мистецтва Жан Сезнец (англ. Jean Seznec) доводив — «Демогоргон — це граматична помилка від „стань богом“».
Варіанти назв, наведені науковцем Рікардом Янке (Ricardus Jahnke), включають латинські «demoirgon», «emoirgon», «demogorgona», «demogorgon», причому перший критичний редактор Фрідріх Лінденброг (Фрідрікус Тіліоброга — Fridericus Tiliobroga) використав «δημιουργόν» (dēmiourgón), як прототип у 1600 році.
Інші теорії виводять назву від поєднання слів грец. δαίμων — англ. daemon (демон, як в ранньому середньовіччі називали духів узагалі) та грец. γοργός (gorgós) — швидкий або грец. Γοργών (Gorgṓn) — горгони давньогрецькі чудовиська, вперше засвідчені в Теогонії Гесіода.

## В літературі
Демогоргон зображувався християнськими письменниками як демон пекла. Джон Мілтон в своїй поемі «Утрачений рай» «англ. Paradise Lost» (II. 966.) писав:
|  | «Оркус і Адес, і страшне ім’я Демогоргона» |

Однак, Мілтон мав на увазі не мешканців християнського Пекла, а неоформлений простір, де панує Хаос разом з Ніччю. В епічній поемі Мілтона Сатана проходить цим регіоном, подорожуючи з Пекла на Землю.
У Крістофера Марлоу в III сцені його п'єси «Доктор Фауст» (між 1589 та 1592) ім'я Демогоргона промовляє Фауст, викликаючи Мефістофеля латинським заклинанням.
Голландський демонолог XVI століття Йоганн Вейєр описав Демогоргона як володаря долі в ієрархії пекла.
Згідно з роботою італійського поета XVI ст Лудовіко Аріосто «I Cinque Canti» (1516), Демогоргон має чудовий храмовий палац у горах Імаво (сучасні Гімалаї), куди кожні п'ять років богині Долі та духи викликаються, щоб з'явитись перед ним і дати звіт про свої дії. Вони подорожують повітрям різними дивними засобами, і нелегко знайти відмінності між цим збором та відьомським шабашем. Коли на основі поеми Аріосто Філіп Кіно поставив лібрето до опери Жана Батіста Люллі «Роланд», що виконувалася у Версалі, 8 січня 1685, Демогоргон був королем фей і майстром церемоній.

## В іграх
В фантазійній настільній рольовій грі Dungeons & Dragons (укр. «Підземелля і дракони») — Демогоргон виписаний самопроголошеним могутнім князем демонів, якого визнають і смертні і його побратими. Демогоргон в останньому друкованому випуску журналу Dragon був названий одним із найбільших лиходіїв в історії D&D.

## В кіно
Демогоргон — ім'я істоти з паралельного світу в американському науково-фантастичному серіалі виробництва Netflix — «Дивні дива» (англ. Stranger Things) 2016 року. Ця істота була натхненна грою Dungeons & Dragons і отримала свою назву від неї.